# Кулиш, Юрий Петрович
Юрий Петрович Кулиш (укр. Юрій Петрович Куліш; род. 22 августа 1963, Днепропетровск) — советский и украинский футболист, защитник, полузащитник и тренер. Мастер спорта СССР (1988).

## Игровая карьера
Воспитанник днепропетровской школы «Днепр-75». В начале карьеры играл за клубы первой и второй лиги чемпионата СССР «Днепр» (Черкассы), «Мелиоратор» (Кызылорда), «Динамо» (Киров), «Сокол» (Саратов), «Ротор» (Волгоград). С «Ротором» в сезоне 1988 года завоевал серебряные медали первой лиги, а с ними право повыситься в классе. После успешного сезона тренер волгоградцев Виктор Прокопенко вернулся в родной ему одесский «Черноморец». Вместе с ним ушёл и Юрий Кулиш. В составе «моряков» Юрий дебютировал в высшей лиге чемпионата СССР.
В том же сезоне перешёл в днепропетровский «Днепр». В составе «днепрян» участвовал в матчах розыгрыша Кубка чемпионов 1989/90. Обладатель Кубка Федерации (1989 — с «Днепром», 1990 — с «Черноморцем»).
Не сумев закрепиться в основе днепропетровцев, Юрий возвращается в Одессу. Участвует в матчах розыгрыша Кубка УЕФА 1990/91.
В 1991 году по ходу сезона переходит в «Тилигул». Помогает тираспольцам завоевать путёвку в высшую лигу, которой из-за распада СССР молдавскому клубу воспользоваться не удалось.
С 1992 года играл в независимых чемпионатах Украины, России, Молдавии и Белоруссии. Во втором круге чемпионата России 1996 года он играл в новотроицкой «Носте», а в первой половине сезона 1997 года — в димитровградской «Ладе». Покинув «Ладу» летом 1997 года вернулся на Украину. Попытка устроиться в одной из украинских команд оказалась неудачной так как истекли сроки дозаявочной кампании. В это время поступило предложение от украинского тренера Владимира Нечаева, принявшего белорусский «Трансмаш» (Могилёв). Кулиш ответил согласием и отправился в Белоруссию. «Трансмаш» стал последним профессиональным клубом в карьере Кулиша.
В период с 1998 по 2000 годы играл в любительских клубах Одессы и области. Чемпион Украины среди ветеранов 1998 года в составе «Ришелье».

## Тренерская карьера
В 2000 году некоторое время работал селекционером «Черноморца». Продолжил карьеру селекционера в тираспольском «Шерифе». Тренировал «Конструкторул» (Чобручи).
В 2003 году Кулишу доверили «Шериф-2». Под руководством украинца команда в первом круге дивизиона «А» чемпионата Молдавии не проиграла ни одного из 15-ти матчей. Благодаря этому успеху тренера пригласили в «Тирасполь». Сезон 2004/05 принёс команде четвёртое место в национальном чемпионате. В 2006 году тираспольцы завоевали «бронзу». Летом того же года команда Кулиша прошла два раунда Кубка Интертото, выбив азербайджанский «МКТ-Араз» и польский «Лех». В третьем круге «Тирасполь» в упорной борьбе уступил команде «Рид» (Австрия). Это был самый успешный еврокубковый сезон молдавского клуба. По итогам 2006 года Юрий Кулиш был признал лучшим тренером Молдавии.
В декабре 2006 года Кулиш стал старшим тренером команды «Динамо» (Минск). Под руководством дуэта Качуро — Кулиш «динамовцы» провели весь подготовительный цикл к сезону 2007, однако буквально за несколько дней до старта чемпионата Белоруссии они вынуждены были сложить с себя свои полномочия.
Юрий Петрович возвратился в тренерский штаб «Шерифа». В этот период в команде работал также Леонид Кучук. После ухода этого белорусского специалиста из молдавской команды, Юрий Кулиш переехал вместе с ним сначала в киевский «Арсенал», затем в «Кубань», а позже в московский «Локомотив».